# Festival international du film de Moscou
Le Festival international du film de Moscou (en russe : Моско́вский междунаро́дный кинофестива́ль) est un festival de cinéma russe se déroulant à Moscou depuis 1935. 
Jusqu'en 1993, il est alterné une année sur deux avec le Festival international du film de Karlovy Vary, en République tchèque. Le 42e Festival qui devait initialement avoir lieu en avril 2020 est reporté du 1er au 8 octobre 2020 en raison de la situation de pandémie de Covid-19 en Russie.
Les distinctions remises au meilleur film se sont appelées au fil des années Grand Prix (1935 et de 1959 à 1967), Prix d'or (de 1969 à 1987), Saint-Georges d'or (de 1989 à 2003) et Georges d'or (depuis 2004).

## Catégories
- Georges d'or du meilleur film
- Georges d'argent - prix spécial du jury
- Georges d'argent du meilleur réalisateur
- Georges d'argent du meilleur acteur
- Georges d'argent de la meilleure actrice
- Georges d'argent du meilleur documentaire
- prix du meilleur court métrage
- prix spécial pour une contribution exceptionnelle au cinéma
- Prix Stanislavski (prix spécial pour une carrière exceptionnelle d'acteur selon les principes de Constantin Stanislavski)
- Prix du jury FIPRESCI
- Prix du jury NETPAC
- Prix de la critique russe
- Prix du public

Note : certaines catégories ne sont pas présentes chaque année.

## Composition des jurys officiels (longs métrages)
32e édition (2010)

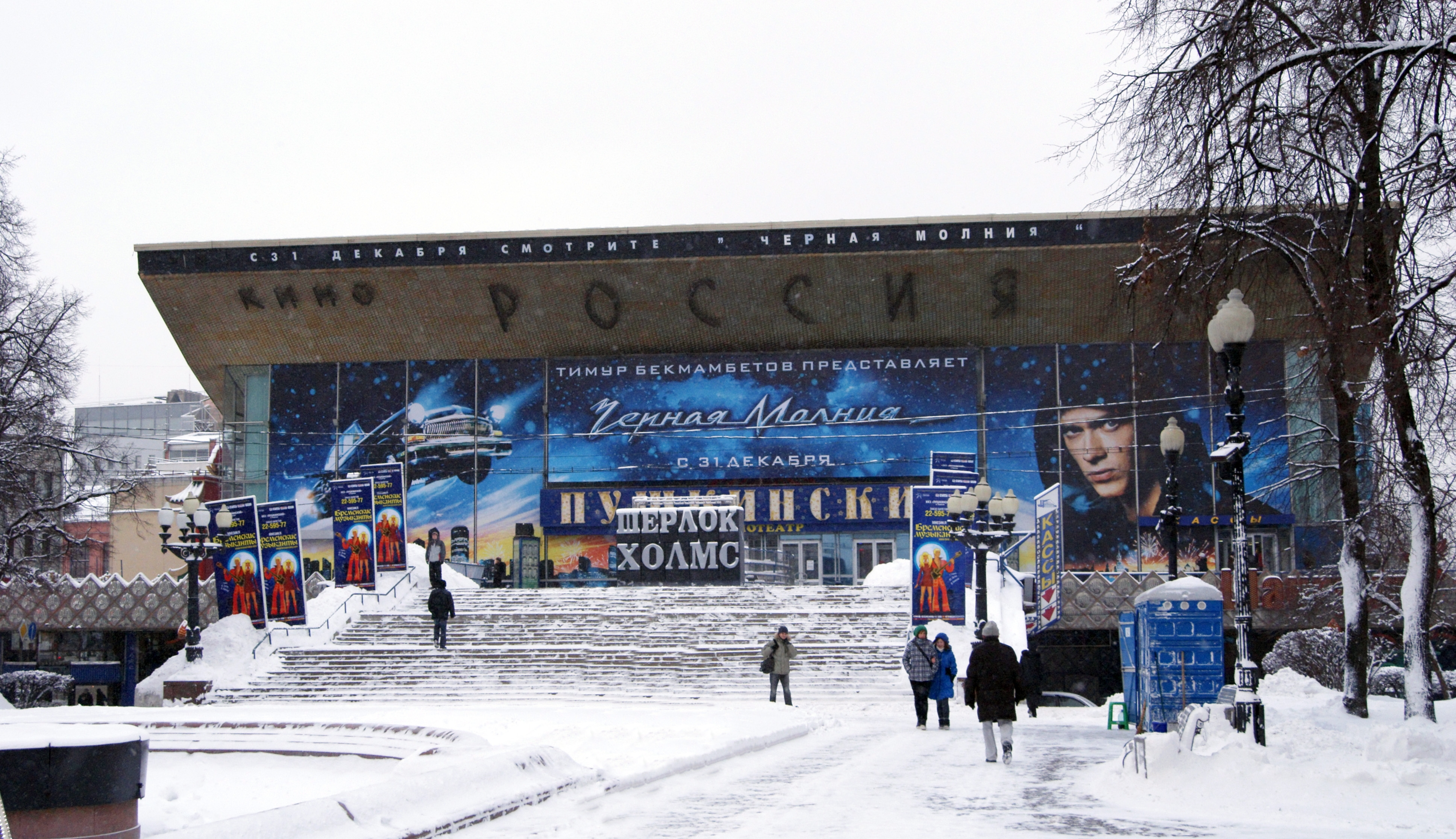
Le théâtre Rossiya (Театр «Россия») accueille le festival chaque année.

- Luc Besson (président du jury) : réalisateur et producteur français
- Catalina Saavedra : actrice chilienne
- Veit Heiduschka : producteur allemand
- Maria Mironova : actrice russe
- Šarūnas Bartas : réalisateur, acteur et producteur lituanien

33e édition (2011)
- Geraldine Chaplin (présidente du jury) : actrice anglo-américaine
- Amos Gitaï : réalisateur israélien
- Nikolaï Dostal : réalisateur
- Károly Makk : réalisateur hongrois
- Javier Martín-Domínguez : réalisateur et scénariste

34e édition (2012)
- Héctor Babenco (président du jury) : réalisateur, scénariste, producteur et acteur brésilien
- Sergueï Loban : réalisateur russe
- Jean-Marc Barr : acteur et réalisateur français
- Adriana Chiesa di Palma : productrice italienne
- Javor Gardev : réalisateur bulgare

35e édition (2013)
- Mohsen Makhmalbaf (président du jury) : cinéaste, romancier, scénariste, monteur et producteur iranien
- Ursula Meier : réalisatrice suisse
- Sergueï Garmach : acteur russe
- Zourab Kipchidzé (ka) : acteur géorgien
- Kim Dong-ho : acteur coréen et directeur du Festival international du film de Busan

36e édition (2014)
- Gleb Panfilov (président du jury) : réalisateur russe
- Abderrahmane Sissako : réalisateur mauritanien
- Franziska Petri : actrice allemande
- Lévan Kogouachvili (ka) : réalisateur géorgien
- Laurent Daniélou : producteur français

37e édition (2015)
- Jean-Jacques Annaud (président du jury) : réalisateur français
- Jacqueline Bisset : actrice anglaise
- Fred Breinersdorfer : scénariste allemand
- Alekseï Fedortchenko : réalisateur et producteur russe
- Andrew G. Vajna : producteur hongrois

38e édition (2016)
- Ivaïlo Hristov (président du jury) : acteur et réalisateur bulgare
- Ulrike Ottinger : photographe, peintre et réalisatrice allemande
- Randhir Kapoor : acteur, producteur et réalisateur indien
- Viktoria Issakova : actrice russe
- Rachid Nougmanov : réalisateur kazakh

39e édition (2017)
- Jörn Donner (président du jury) : scénariste, réalisateur, acteur et producteur finlandais
- Albert Serra : réalisateur et producteur catalan
- Reza Mirkarimi : réalisateur, scénariste, producteur et monteur iranien
- Ornella Muti : actrice italienne
- Alexandre Adabachyan : scénariste, acteur et réalisateur russe
- Brigitta Manthey : experte en cinéma allemande

40e édition (2018)
- Paolo Del Brocco (it) (président du jury) : producteur italien
- Anna Melikian : réalisatrice russe
- John Savage : acteur américain
- Nastassja Kinski : actrice allemande
- Qiao Liang (ru) : réalisateur chinois

41e édition (2019)
- Kim Ki-duk (président du jury) : scénariste, producteur, réalisateur et monteur sud-coréen
- Semih Kaplanoğlu : réalisateur et producteur turc
- Valia Santella : scénariste et réalisatrice italienne
- Irina Apeksimova (ru) : actrice russe

42e édition (2020)
- Timour Bekmambetov (président du jury) : réalisateur, scénariste et producteur russo-kazakh
- Alex Iordachescu, réalisateur roumain
- Brian Viner (en), journaliste britannique
- Mahmood Soliman (it), réalisateur égyptien
- Marina Alexandrova, actrice russe

43e édition (2021)
- Brillante Mendoza (président du jury) : réalisateur et scénariste philippin
- Miloš Biković (sh), acteur serbe
- Karim Aïnouz, réalisateur brésilien
- Iouri Poteïenko, compositeur russe
- Niguina Saïfoullaeva, réalisatrice et scénariste russe

44e édition (2022)
- Ievgueni Mironov (président du jury) : acteur russe
- Rasoul Sadrameli : réalisateur, scénariste et producteur iranien
- Thandi Davids : productrice sud-africaine
- Gaïk Kirakossian (ru) : chef opérateur et producteur russo-arménien
- Andreï Kravtchouk : réalisateur et scénariste russe

45e édition (2023)
- Rahul Rawail (président du jury) : réalisateur indien
- Samal Iesliamova : actrice kazakhe
- Alexeï Gouskov : acteur russe
- Ciro Guerra : réalisateur et scénariste colombien
- Svetlana Ivanova : actrice russe

46e édition (2024)
- Fridrik Thor Fridriksson (président du jury) : réalisateur et scénariste islandais
- Radoš Bajić (sh) : acteur et scénariste serbe
- Igor Volochine (ru) : réalisateur et scénariste russe
- Hüseyin Karabey (tr) : réalisateur turc
- Ielena Liadova : actrice russe
- Goulnara Sarsenova (ru), productrice kazakhe

47e édition (2025)
- Luis Miñarro (président du jury) : producteur espagnol
- Bushra (ar) : actrice égyptienne
- Cornel Gheorghiță : réalisateur et scénariste roumain
- Alexeï Alexeïevitch Guerman : réalisateur et scénariste russe
- John Robinson : acteur américain
- Mariana Spivak : actrice russe

## Palmarès

### Grand Prix
- 1935 : le studio Lenfilm pour trois films : Tchapaïev des frères Vassiliev[2], La Jeunesse de Maxime de Grigori Kozintsev et Leonid Trauberg[3], et Ceux du kolkhoze de Fridrikh Ermler (URSS)
- 1959 : Le Destin d'un homme de Sergueï Bondartchouk (URSS)
- 1961 : L'Île nue de Kaneto Shindō (Japon) et Ciel pur de Grigori Tchoukhraï  (URSS) - ex æquo
- 1963 : Huit et demi de Federico Fellini (Italie)
- 1965 : Guerre et Paix de Sergueï Bondartchouk (URSS) et Vingt heures de Zoltán Fábri (Hongrie) - ex æquo
- 1967 : Le Journaliste de Sergueï Guerassimov   (URSS) et  Père de István Szabó (Hongrie) - ex æquo

### Prix d'or
- 1969 : 
  - Lucía de Humberto Solás
  - Serafino de Pietro Germi
  - Nous vivrons jusqu'à lundi de Stanislav Rostotski
- 1971 : 
  - Confession d'un commissaire de police au procureur de la république de Damiano Damiani
  - Vivre aujourd'hui, mourir demain de Kaneto Shindō
  - L'Oiseau blanc marqué de noir de Youri Illienko
  - Andrzej Wajda pour l'ensemble de son œuvre
- 1973 : 
  - Opération liberté de Vytautas Žalakevičius
  - L'Or noir de l'Oklahoma de Stanley Kramer
  - Affection de Lioudmil Staïkov
- 1975 : 
  - Dersou Ouzala d'Akira Kurosawa
  - La Terre de la grande promesse d'Andrzej Wajda
  - Nous nous sommes tant aimés d'Ettore Scola
  - Parade de Jacques Tati
- 1977 : 
  - Le Cinquième Sceau de Zoltán Fábri
  - El puente de Juan Antonio Bardem
  - Mimino de Gueorgui Danielia
- 1979 : 
  - ¡Que viva México! de Sergueï Eisenstein, Édouard Tissé et Grigori Alexandrov
  - Le Christ s'est arrêté à Eboli de Francesco Rosi
  - Les Sept Jours de janvier de Juan Antonio Bardem, L'Amateur de Krzysztof Kieślowski
- 1981 : 
  - Téhéran 43 de Naoumov et Alov
  - L’Homme du bois Brésil de Joaquim Pedro de Andrade
  - Cánh đồng hoang de Nguyễn Hồng Sến (vi)
- 1983 : 
  - Amok de Souheil Ben Barka
  - Alsino et le Condor de Miguel Littin
  - Vassa de Gleb Panfilov
- 1985 : 
  - Requiem pour un massacre d'Elem Klimov
  - A Soldier's Story de Norman Jewison
  - La Descente des neuf de Christos Siopahas (it)
- 1987 : Intervista de Federico Fellini

### Saint-Georges d'or
- 1989 : Le Voleur de savonnettes (Ladri di saponette) de Maurizio Nichetti
- 1991 : Le Chien pie qui court au bord de la mer (Пегий пёс, бегущий краем моря) de Karen Guevorkian (ru)
- 1993 : Moi Ivan, toi Abraham (Я — Іван, ты — Абрам) de Yolande Zauberman
- 1997 : Simples Secrets (Marvin's Room) de Jerry Zaks
- 1999 : Ikitai (ja) (生きたい) de Kaneto Shindō
- 2000 : La Vie comme maladie mortelle sexuellement transmissible (Życie jako śmiertelna choroba przenoszona drogą płciową de Krzysztof Zanussi
- 2001 : Danny Balint (The Believer) de Henry Bean
- 2002 : Résurrection des frères Taviani
- 2003 : La luz prodigiosa de Miguel Hermoso (es)

### Georges d'or
- 2004 : Les Nôtres (Свои) de Dmitri Meskhiev
- 2005 : Le Cosmos comme pressentiment (Космос как предчувствие) d'Alekseï Outchitel
- 2006 : Om Sara (sv) d'Osmond Karim (sv)
- 2007 : Voyage avec des animaux de compagnie (Путешествие с домашними животными) de Vera Storojeva
- 2008 : Aussi simple que cela (به همین سادگی, Be hamin sadegi) de Reza Mirkarimi
- 2009 : Petia sur le chemin du Royaume des Cieux (Петя по дороге в Царствие Небесное) de Nikolaï Dostal
- 2010 : Hermano de Marcel Rasquin
- 2011 : Las olas (es) d'Alberto Morais (es)
- 2012 : Junkhearts de Tinge Krishnan
- 2013 : Zerre (tr) d'Erdem Tepegöz
- 2014 : Watashi no otoko (私の男?) de Kazuyoshi Kumakiri
- 2015 : Karatsi (bg) (Каръци) d'Ivaïlo Hristov
- 2016 : Dokhtar de Reza Mirkarimi
- 2017 : Yuan shang (ru) (塬上) de Qiao Liang (ru)
- 2018 : L'Oiseau-Roi (ru) (Тойон Кыыл) d'Édouard Novikov
- 2019 : Trening litchnostnogo rosta (Тренинг личностного роста) de Farkhat Charipov
- 2020 : Le Journal du blocus d'Andreï Zaïtsev
- 2021 : Dogpoopgirl (ro) d'Andrei Huțuleac

### Saint-Georges d'or
- 2022 : Sans rendez-vous préalable (بدون قرار قبلی, Bedoune gharare ghabli) de Behrouz Shoeibi
- 2023 : Tres hermanos de Francisco Joaquín Paparella
- 2024 : Vergüenza de Miguel Salgado
- 2025 : Ha Lyngkha Bneng de Pradip Kurbah (en)